# تام هال
تام هال (انگلیسی: Tom Hall؛ زادهٔ ۲ سپتامبر ۱۹۶۴) یک مهندس رایانه اهل ایالات متحده آمریکا است. وی در سال ۱۹۹۶ شرکت یون استورم را تأسیس کرد.